# Мо Фара
Мо Фара  (англ. Mo Farah, 23 березня 1983) — британський легкоатлет, олімпійський чемпіон.

## Життєпис
Мохамед Фара народився 23 березня 1983 в столиці Сомалі Могадішо. У вісім років батьки вирішили віддати його і двох старших братів до Англії, де вже мешкав його батько. Тому він був відділений від брата-близнюка Хасана, який все ще живе в Сомалі. Трьом підліткам вдалося через Джибуті в 1993 році дістатися до Лондона.
Мо Фара відвідував Feltham Community College, де його спортивний талант відкрив вчитель фізкультури Алан Уоткінсон. Фара мав успіхи в футболі і метанні списа, але незабаром стало очевидно, що його справжній талант знаходиться у бігу. П'ять років поспіль він був чемпіоном Англії серед школярів у кросі. В цій дисципліні став віце-чемпіоном Європи 2001 року серед юніорів.
У серпні 2012 року Мо Фара став батьком двох дочок-близнят. Його дружина Таня, з якою одружився 2010 року, до шлюбу народила від нього ще одну дочку.
4 вересня 2020 на Меморіалі ван Дамме у Брюсселі встановив новий світовий рекорд у годинному бігу (21 330 м), перевершивши попереднє досягнення Хайле Гебрселассіє (21 285 м), встановлене у 2007.

## Виступи на Олімпіадах
| Олімпіада           | Дисципліна           | Місце     |
| ------------------- | -------------------- | --------- |
| Пекін 2008          | біг на 5000 метрів   | 6 h2 r1/2 |
| Лондон 2012         | біг на 5000 метрів   | 1         |
| Лондон 2012         | біг на 10 000 метрів | 1         |
| Ріо-де-Жанейро 2016 | біг на 5000 метрів   | 1         |
| Ріо-де-Жанейро 2016 | біг на 10 000 метрів | 1         |

## Чемпіонати світу
| Чемпіонат   | Дисципліна           | Місце |
| ----------- | -------------------- | ----- |
| Тегу 2011   | біг на 5000 метрів   | 1     |
| Тегу 2011   | біг на 10 000 метрів | 2     |
| Москва 2013 | біг на 10 000 метрів | 1     |
| Москва 2013 | біг на 5000 метрів   | 1     |
| Пекін 2011  | біг на 5000 метрів   | 1     |
| Пекін 2015  | біг на 10 000 метрів | 1     |